# NGC 7457
NGC 7457 è una galassia ellittica (E-S0) situata in direzione della costellazione di Pegaso alla distanza di circa 27 milioni di anni luce dalla Terra.
La galassia ha una estensione angolare di 4,3' x 2,3' ed una magnitudine apparente di 11,0. Fu scoperta il 12 settembre 1784 da William Herschel.
In uno studio del 2011 sulle proprietà della popolazione di ammassi globulari di NGC 7457 si è ipotizzato che la galassia sia il risultato di fusioni con altre galassie avvenute in tempi remoti.
Il nucleo galattico risulta molto compatto tanto che la densità delle stelle presenti è 30.000 volte maggiore di quella della zona della Via Lattea dove risiede il nostro Sole.

## Collegamenti esterni

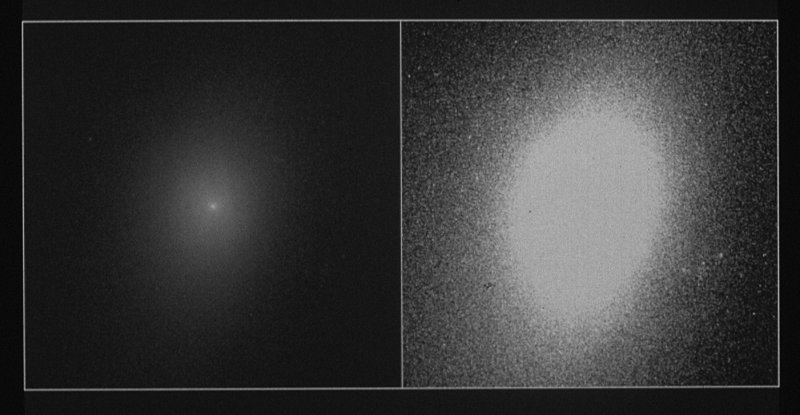
NGC 7457 (Hubble Space Telescope)